# Cueva de Karaca
La cueva de Karaca (en turco: Karaca Mağarası) es una red de cuevas ubicadas cerca de la ciudad turca de Torul, en la provincia de Gümüşhane.
A pesar de que la cueva es conocida por las personas que viven en esa región, se hizo conocida en el extranjero y por los turistas como resultado de la investigación científica llevada a cabo por Sukru Eroz, ingeniero geólogo de la villa de Cebeli, entre los años 1983-1990.
El profesor Remzi Dilek y su equipo del departamento de Ingeniería Geológica en el KTU (Universidad Técnica de Karadeniz ) aportó una gran cantidad de investigaciones y estudios científicos sobre la cueva.
Como resultado de estos estudios, la cueva se abrió al turismo en 1996 después de que se informó al Ministerio de Cultura y Turismo y se registró oficialmente.